# Руденский, Николай Степанович
Николай Степанович Руденский (22 сентября 1935, Новосибирск — 25 июля 2004) — советский шахматист, международный мастер (1986), чемпион мира среди незрячих шахматистов (1975).
Успешно выступал в ряде других соревнований среди незрячих шахматистов: победитель 5 олимпиад в составе команды СССР; чемпионаты мира 1978 и 1982 — 2-е места; восьмикратный чемпион СССР; победитель международного турнира в Руме (1981).
В составе сборной IBCA участник шахматной олимпиады 1994 г. (2-й запасной, сыграл 9 партий: 2 победы, 4 поражения и 3 ничьи).